# Морозов-Поплевин, Пётр Васильевич
Пётр Васильевич Морозов-Поплевин (ум. 1580) — русский военный и государственный деятель, окольничий (1549/1550), воевода и боярин (1553/1554), младший из трёх сыновей воеводы и боярина Василия Григорьевича Морозова-Поплевина (ум. 1538). Старшие братья — бояре Владимир и Григорий Васильевичи Морозовы-Поплевины.

## Биография

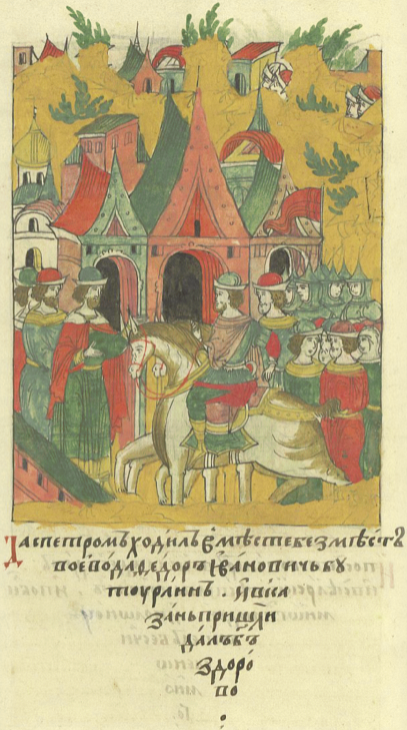
Пётр Васильевич Морозов-Поплевин и Фёдор Иванович Бутурлин возвращается в Казань

В июле 1547 года Пётр Васильевич Морозов служил четвёртым воеводой во Владимире. В январе 1549 года в Боярской думе была создана комиссия для переговоров с польско-литовскими послами, в составе которой вместе с боярами и дьяками был и Пётр Васильевич Морозов. В январе 1550 года упоминается в должности рязанского дворецкого среди других дворовых воевод в царском походе из Нижнего Новгорода к Казани. В августе того же 1550 года — первый воевода передового полка в Коломне. В сентябре упоминается в чине свадьбы удельного князя Владимира Андреевича Старицкого с Евдокией Александровной Нагой: «на окольничем месте сидел … дворетцкой рязанской».
В мае 1551 года — третий воевода большого полка в Коломне; с «Ыльина дни» воевода в Зарайске. В июне 1553 года упоминается в свите царя Ивана Грозного в коломенском походе; в декабре того же года послан был с большим полком вторым воеводой «ис Казани… на луговую сторону и на арские места воевать, которые государю не прямят». В 1554 году, «как тое весны город Смоленеск згорел, и велика дни в Смоленску был боярин Петр Васильевич Морозов».

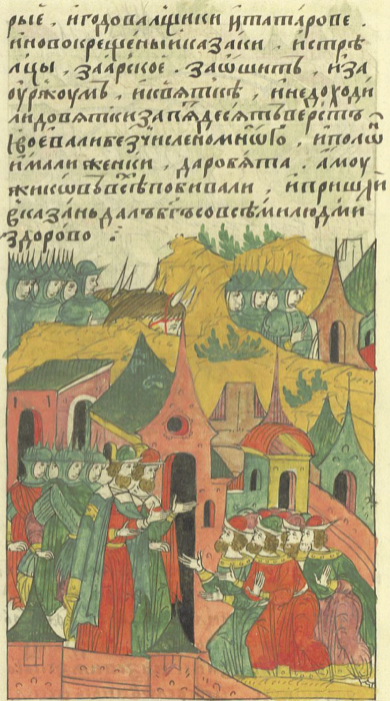
Пленники бьют челом Петру Васильевичу Морозову и Фёдору Игнатьевичу Салтыкову

В 1555 году, «с Николина дни вешнего», — второй воевода в Казани. В 1556 году, «на первой срок» прислан вторым воеводой сторожевого полка в Коломну, откуда «по крымским вестем» ходил с полком в Тулу и обратно. В 1557 году П. В. Морозов был воеводой сторожевого полка на р. Оке.
В 1559 году боярин В. П. Морозов «по крымским вестем» ходил со сторожевым полком из Бронниц через Тулу и Дедилов на реку Шиворону. В марте 1560 года был назначен в тот же самый полк на случай нападения крымского хана Девлета Герая; вначале стоял под Коломной, затем «по вестем по другой росписи» отправлен в Пронск. В августе 1560 года после роспуска «больших воевод» из Дедилова Петр Васильевич Морозов был оставлен вторым воеводой в этой крепости.
В том же 1560 году, после получения из Рыльска сообщения о появлении двадцати тысяч татар на р. Уды (совр. Удай), П. В. Морозов был назначен вторым воеводой полка правой руки в Туле. Осенью 1561 года командовал передовым полком в Юрьеве Ливонском (Дерпте). В 1562 году был отправлен на год первым воеводой в Великие Луки. В 1563 году — второй воевода в Козельске. «А по вестем царь и великий князь велел бояром и воеводам князю Юрью Ивановичю Кашину да Петру Морозову, да Федору Шереметеву ис Козельска итти к брынскому лесу, к Брыни яму, и стаяти да государеву указу. А по вестем, нечто придут н стародубские и на почепские и на брянские места литовские и белогородцкие люди, и к князю Юрью Кашину с товарищи по вестем и тем местам помогати».
В конце апреля 1564 года боярин Пётр Васильевич Морозов «по отписке из Смоленска велел государю быти во Брянску». Оттуда он был переведен в Калугу в полк правой руки вторым воеводой. В октябре 1564 года водил «по литовским вестем» полк левой руки «с Лук с Великих под Озерище». С марта 1565 года — первый воевода в Смоленске. В августе 1568 года был назначен вторым воеводой в Нижнем Новгороде.
В мае 1569 года по сообщению каширского воеводы И. В. Шереметева Меньшого о том, что «пришли на резанские места и на каширские крымские люди» был отправлен среди прочих воевод на «берег» к Коломне, а потом к Каширу. В том же году снова послан первым воеводой в Смоленск. Зимой 1569/1570 года участвовал в царском походе на Великий Новгород и в погроме опричниками города.
Осенью 1572 года Пётр Васильевич Морозов был направлен в числе прочих воевод в Муром «для государева дела с казанскими людми … А только в Муроме дело государя царя и великого князя по наказу с казанскими людми не зделаетца, и государь приговорил быти походу на казанские места». Пётр Васильевич Морозов должен был пойти к Казани вторым воеводой в большом полку. Но «казанские люди в Муроме государю царю и великому князю добили челом и договоро учинили о всем по государеву наказу. И тое зимы поход бояр и воевод на казанские места не был».
В 1574 году командовал передовым полком на р. Оке под Калугой. Зимой 1574/1575 года водил полк левой руки «под Колывань и в колыванские пригородки в войну … А велено воевати от Ракобора х Колывани коловерские и опсельские и падцынские места, а от Падцы х Кеси, а от Кеси к Надежу, от Надежи х Капслу, от Капсла к Филку, от Вилка к Викели, от Викели к Лоду, от Лода и Лиялу, от Лияла к Пернову, от Пернова к Руйну, от Руйна к Геильмана, от Германа к Ермису, от Ермиса к Буртнику, от Буртника к Юрьеву, куды лутче и просторнее, куды на Юрьев, те места и воевати».
В 1575 году боярин Пётр Васильевич Морозов командовал передовым полком в Калуге. Зимой 1575/1576 года «был в немецкой земле под ливонскими городы» в большом полку вторым воеводой. Летом 1576 и осенью 1577 годов — второй воевода большого полка в Серпухове. В феврале 1578 года П. В. Морозов был отправлен царем Иваном Грозным «для своего дела и земскова в немецкой поход» вторым воеводой в полке правой руки. В июне 1579 года командовал артиллерией («нарядом») в новом ливонском походе.
В 1580 году боярин и воевода Пётр Васильевич Морозов скончался, оставив после себя двух сыновей: Ивана и Василия.

## Семья
Женат на Елене Михайловне урождённой Кубенской — дочь князя Михаила Ивановича Кубенского
Дети:
- Василий . ум.1630
- Иван